# Reischekia coracoides
Reischekia coracoides är en spindeldjursart som beskrevs av Beier 1948. Reischekia coracoides ingår i släktet Reischekia och familjen blindklokrypare. Inga underarter finns listade i Catalogue of Life.